# Gotthold Vitzthum von Eckstädt

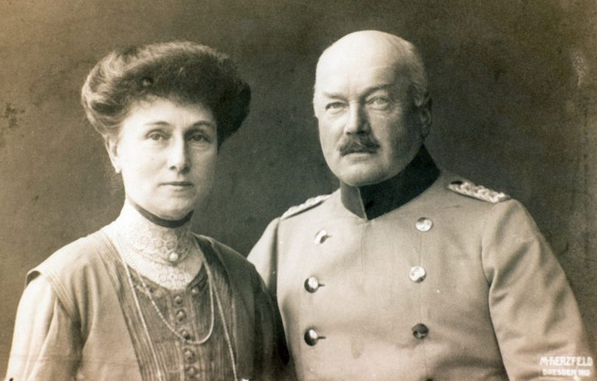
Gotthold Vitzthum von Eckstädt mit seiner Frau

Karl Gotthold Graf Vitzthum von Eckstädt (* 2. August 1859 in Lichtenwalde; † 5. Dezember 1945) war ein sächsischer Generalleutnant.

## Leben

### Herkunft
Gotthold entstammte dem thüringischen Adelsgeschlechts Vitzthum von Eckstädt und war ein Sohn des sächsischen Kammerherrn Albert Friedrich Vitzthum von Eckstädt sowie dessen zweiter Ehefrau Amalie von Miltitz. Er hatte einen Bruder, den sächsischen Politiker Friedrich Vitzthum von Eckstädt, und vier Schwestern.

### Karriere
Gotthold Vitzthum von Eckstädt besuchte von Ostern 1869 bis zu seinem Erwerbnis des Zeugnis der Reife im Ostern 1879 das Vitzthumsche Gymnasium zu Dresden. Er trat darauf als Avantageur in die 2. Eskadron des Garde-Reiter-Regiments unter dem damaligen Oberst Hans von Nostitz-Drzewiecki ein und avancierte noch am 13. Oktober 1879 zum Leutnant. Unter Versetzung in die 3. Eskadron wurde er im Jahr 1882 zur Königlich-Sächsischen Gesandtschaft in Wien unter dem dortigen Diplomaten Oskar von Helldorf befehligt. Nach Verleihung des Ritterkreuzes des Ordens der Eisernen Krone kehrte er im nächsten Jahr in die 4. Eskadron seines Regiments zurück. Im Jahr 1884 wurde er für zwei Jahre zum Militärreitinstitut in Hannover abkommandiert. Nach Rückkehr wurde er in die 2. Eskadron des Regiments versetzt und in dieser Eigenschaft am 19. Januar 1888 zum Oberleutnant befördert. Nach Verleihung des preußischen Kronenordens IV. Klasse wurde er als Assistent zur Militär-Reit-Anstalt in Dresden befehligt. 1890 wurde er mit dem Ritterkreuz des Orden der Italienischen Krone ausgezeichnet. Unter Verleihung des Charakters eines Rittmeisters wurde er in Beibehaltung seiner Eigenschaft im Jahr 1892 in die 5. Eskadron des 1. Königlich Sächsischen Husaren-Regiments „König Albert“ Nr. 18 in Großenhain unter dem Regimentskommandeur Oberst Konstantin von Hoenning O’Carroll versetzt. Unter Rückführung in den Truppendienst und Beförderung zum Rittmeister am 23. September 1892 wurde er dann Eskadronschef der 2. Eskadron im Regiment. Im Jahr 1894 wurde er à la suite seines Regiments gestellt und als Adjutant des Kriegsministers Paul von der Planitz an das sächsische Kriegsministerium befehligt. Nach mehrjährigem Wirken in dieser Eigenschaft wurde er mit zahlreichen hochrangigen Orden ausgezeichnet und kehrte 1897 als Eskadronschef der 3. Eskadron des Garde-Reiter-Regiments in den Truppendienst zurück.
Er wurde am 30. November 1900 zum Major ohne Patent ernannt und als etatsmäßiger Stabsoffizier dem Ulanen-Regiment „Kaiser Franz Josef von Österreich, König von Ungarn“ (1. Königlich Sächsisches) Nr. 17 zugeteilt. 1902 wurde er zum Direktor der Militär-Reit-Anstalt in Dresden ernannt und erhielt in dieser Eigenschaft am 14. Januar 1903 das Patent zum Major. Er blieb bis zum Jahr 1906 in dieser Position und wurde dann mit der Führung des 2. Ulanen-Regiments Nr. 18 beauftragt. Nach Beförderung zum Oberstleutnant am 19. August 1907 wurde er als Regimentskommandeur bestätigt. Nach mehrjähriger Dienstzeit wurde er am 24. Januar 1911 zum Oberst befördert und mit der Führung der 3. Kavallerie-Brigade Nr. 32 beauftragt und schon bald als Kommandeur bestätigt. Unter Beförderung zum Generalmajor wurde er am 20. April 1914 zur Disposition gestellt. Im Ersten Weltkrieg fand er keine Verwendung, erhielt aber noch die Beförderung zum Generalleutnant. 1914 erwarb er die sogenannte Villa Schweizerhaus in Lichtenwalde, wo er bis zu seinem Tode mit seiner Ehefrau wohnte.